# Hemiphileurus caliensis
Hemiphileurus caliensis är en skalbaggsart som beskrevs av S. Endrödi 1985. Hemiphileurus caliensis ingår i släktet Hemiphileurus och familjen Dynastidae. Inga underarter finns listade i Catalogue of Life.